# Johnny Laursen

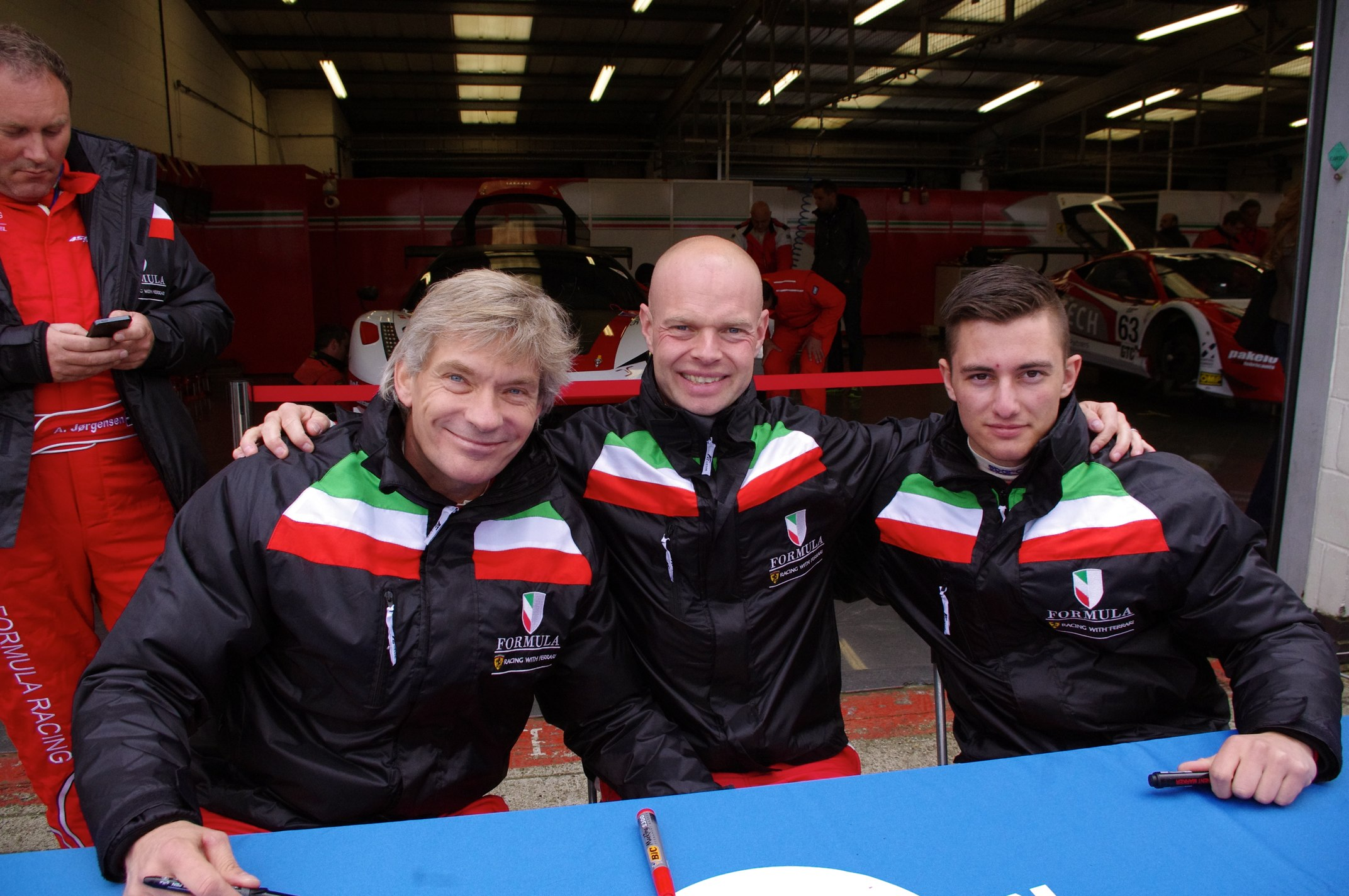
Johnny Laursen (links) 2014

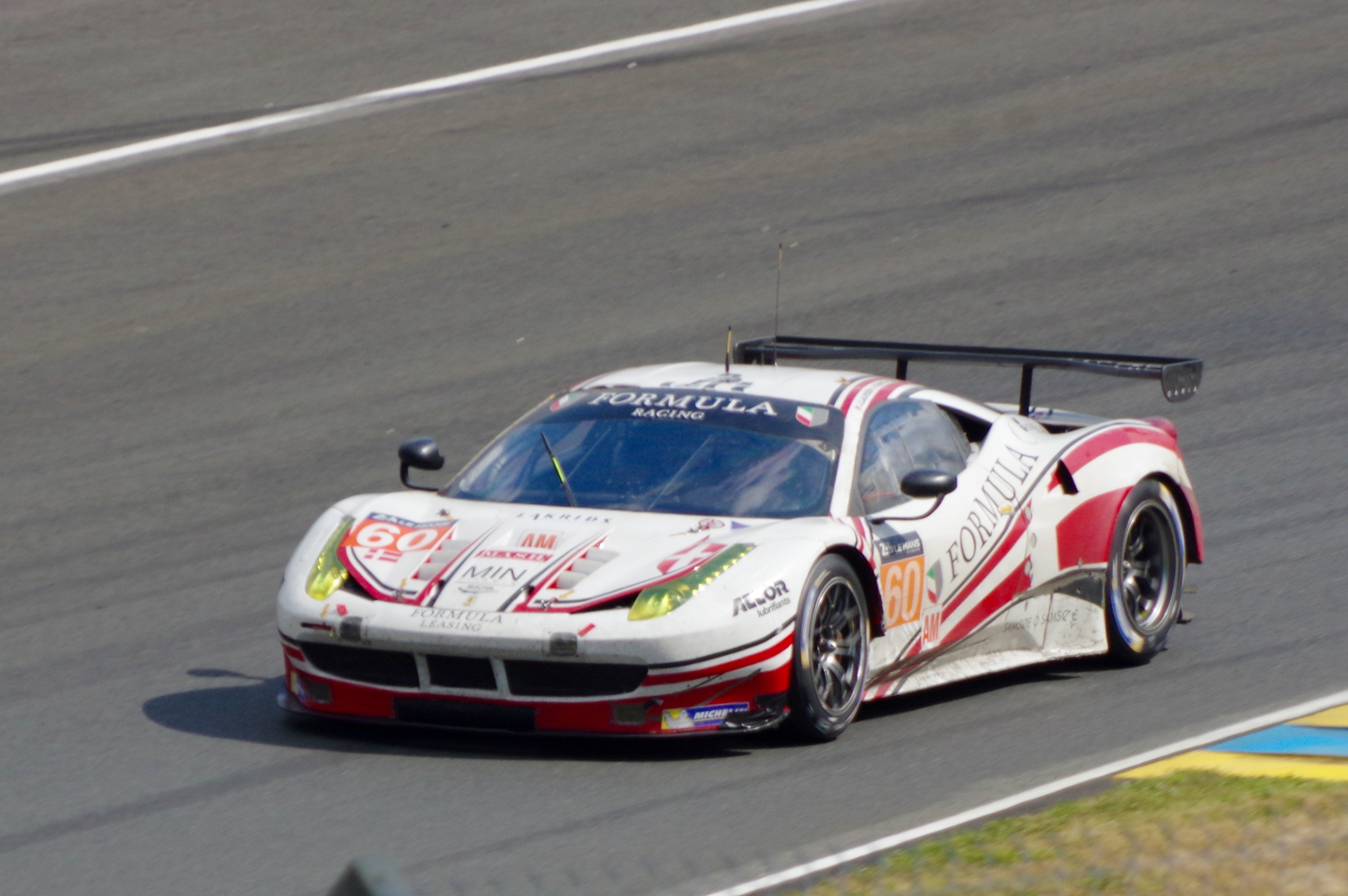
Der Ferrari 458 Italia GT2 von Johnny Laursen, Christina Nielsen und Mikkel Mac beim 24-Stunden-Rennen von Le Mans 2016

Johnny Laursen (* 16. Februar 1964 in Aarhus) ist ein dänischer Autorennfahrer und der Vater von Conrad Laursen.

## Karriere als Rennfahrer
Johnny Laursen begann seine Fahrerkarriere 2003 in der skandinavischen Formel-Renault-2.0-Meisterschaft, wo er 2004 den 13. Endrang erreichte.
2008 wechselte er in den GT-Sport, wo er in der Ferrari Challenge erfolgreich war. 2017 gewann er sowohl die europäische Meisterschaft als auch das Weltfinale dieses Markenpokals. Gemeinsam mit Mikkel Mac gewann er die GTE-Wertung der European Le Mans Series 2015. Mac war 2015 auch Teamkollege bei seinem Debüt beim 24-Stunden-Rennen von Le Mans, wo das Duo gemeinsam mit Christina Nielsen im Ferrari 458 Italia GT2 den 35. Gesamtrang erreichte.
Mit seinem Sohn fuhr er 2023 drei der vier Rennen der Asian Le Mans Series. Beste Platzierung war der 26. Rang im Schlussklassement beim ersten Rennen in Dubai.

## Statistik

### Le-Mans-Ergebnisse
| Jahr | Team           | Fahrzeug               | Teamkollege    | Teamkollege       | Platzierung | Ausfallgrund |
| ---- | -------------- | ---------------------- | -------------- | ----------------- | ----------- | ------------ |
| 2016 | Formula Racing | Ferrari 458 Italia GT2 | Mikkel Mac     | Christina Nielsen | Rang 35     |              |
| 2024 | Spirit of Race | Ferrari 296 GT3        | Conrad Laursen | Jordan Taylor     | Rang 35     |              |

### Einzelergebnisse in der FIA-Langstrecken-Weltmeisterschaft
| Saison | Team           | Rennwagen              | 1   | 2   | 3   | 4   | 5   | 6   | 7   | 8   | 9   |
| ------ | -------------- | ---------------------- | --- | --- | --- | --- | --- | --- | --- | --- | --- |
| 2016   | Formula Racing | Ferrari 458 Italia GT2 | SIL | SPA | LEM | NÜR | MEX | AUS | FUJ | SHA | BAH |
| 2016   | Formula Racing | Ferrari 458 Italia GT2 | 35  |     |     |     |     |     |     |     |     |
| 2024   | Spirit of Race | Ferrari 296 GT3        | KAT | IMO | SPA | LEM | SAO | AUS | FUJ | BAH |     |
| 2024   | Spirit of Race | Ferrari 296 GT3        | 35  |     |     |     |     |     |     |     |     |